# 国务院发展研究中心
国务院发展研究中心，是中华人民共和国国务院负责政策研究和咨询的直属事业单位。
国务院发展研究中心目前是直属国务院的政策研究和咨询机构，主要负责研究中国国民经济、社会发展和改革开放中的全局性、战略性、前瞻性、长期性以及热点、难点问题，开展对重大政策的独立评估和客观解读，为中共中央、国务院提供政策建议和咨询意见。

## 沿革
国务院发展研究中心的前身是国务院经济研究中心（1980年7月成立）、国务院技术经济研究中心（1981年5月成立）、国务院价格研究中心（1981年成立）。1985年6月29日，《国务院关于成立经济技术社会发展研究中心的决定》（国发〔1985〕81号）下发，决定将原国务院经济研究中心、国务院技术经济研究中心、国务院价格研究中心合并，成立国务院经济技术社会发展研究中心（简称国务院发展研究中心）。该决定规定，国务院发展研究中心为咨询研究机构，在国务院和中央财经领导小组的直接领导下工作，主要任务是：“研究经济、技术、社会发展中带有全面性、战略性、长期性和综合性的问题，经常分析经济发展、技术发展和社会发展方面的动态，预测发展的前景，并及时地向国务院及中央财经领导小组提供决策所需的各种建议和咨询意见。”
1990年1月，正式更名为国务院发展研究中心。1990年6月，原中共中央农村政策研究室、国务院农村发展研究中心部分人员并入国务院发展研究中心。国务院经济研究中心的成立日期1980年7月9日被定为国务院发展研究中心成立纪念日。
1994年，开通了国务院发展研究中心信息网（国研网）。
2017年8月21日，中国国际发展知识中心启动仪式暨《中国落实2030年可持续发展议程进展报告》发布会在北京举行，中共中央总书记、国家主席习近平致贺信。中国国际发展知识中心是国务院发展研究中心的直属事业单位，设立中国国际发展知识中心是习近平在2015年9月联合国发展峰会上宣布的一项举措。中国国际发展知识中心首任主任由国务院发展研究中心主任李伟兼任。
2020年8月31日，根据国家发展改革委《关于全面推开行业协会商会与行政机关脱钩改革的实施意见》（发改体改〔2019〕1063号），原由发展研究中心主管的中国城乡发展国际交流协会、中国企业评价协会等2家行业协会（商会）与发展研究中心分离，依法直接登记、独立运行，剥离行政职能，不再设置业务主管单位。取消对其的直接财政拨款，通过政府购买服务等方式支持其发展。

## 职责
根据《国务院发展研究中心职能配置、内设机构和人员编制规定》，国务院发展研究中心设置下列机构：
1. 组织开展经济社会发展和改革开放中的全局性、综合性、战略性、长期性问题及热点、难点问题研究，开展政策评估、政策解读、国际交流合作，提出相应咨询意见和建议。
2. 研究经济发展动态和国民经济循环，分析宏观经济形势，研究宏观经济治理机制，研究财政、金融等宏观调控政策，提出相应咨询意见和建议。
3. 研究国家中长期发展战略和生产力空间布局等问题，研究区域协调发展、城乡协同发展问题，研究国家中长期发展规划和区域发展政策，研究农村发展和乡村振兴，提出相应咨询意见和建议。
4. 研究企业、产业发展问题和产业政策，对制造业、建筑业、房地产业和金融、商贸、流通等服务业开展研究，提出相应咨询意见和建议。
5. 研究我国创新驱动发展和国际科技创新发展问题，研究科技创新战略和政策、体制机制等，提出相应咨询意见和建议。
6. 研究我国对外开放和国际经贸关系，研究开放发展战略与政策、参与全球经济治理等问题，提出相应咨询意见和建议。
7. 研究社会发展、文化发展问题，研究人口与社会发展、公共服务与社会保障、社会治理、公共文化建设、对外文化传播等，提出相应咨询意见和建议。
8. 研究生态文明建设和绿色发展问题，研究资源开发利用、生态环境保护、应对气候变化、促进经济社会发展全面绿色转型等，提出相应咨询意见和建议。
9. 研究全面深化改革问题，研究经济社会发展和改革开放中的体制机制、市场体系建设与改革等，提出相应咨询意见和建议。
10. 完成党中央、国务院交办的其他任务。

## 机构设置
根据《国务院发展研究中心职能配置、内设机构和人员编制规定》，国务院发展研究中心设置下列机构：

### 内设机构
- 办公厅（人事局）
- 国际合作局（港澳台办公室）
- 宏观经济研究部
- 发展战略和区域经济研究部
- 农村经济研究部
- 产业经济研究部
- 创新发展研究部
- 对外经济研究部
- 社会和文化发展研究部
- 机关党委

### 议事协调机构
- 学术委员会
- 专业技术职务资格评审委员会

国务院发展研究中心设立学术委员会和专业技术职务资格评审委员会，其组成人员不占编制，办事机构设在办公厅（人事局）。

### 直属事业单位

#### 直属研究机构
- 市场经济研究所
- 企业研究所
- 金融研究所
- 公共管理与人力资源研究所
- 资源与环境政策研究所
- 国际技术经济研究所
- 欧亚社会发展研究所
- 世界发展研究所
- 亚非发展研究所
- 民族发展研究所
- 港澳研究所

#### 其他事业单位
- 国务院发展研究中心信息中心
- 国务院发展研究中心机关服务中心
- 管理世界杂志社
- 中国经济时报社
- 中国经济年鉴社
- 中国发展观察杂志社
- 中国国际发展知识中心

### 直属企业单位
- 中国发展出版社
- 国研科技集团有限公司

### 主管社会团体
- 中国发展研究基金会
- 中国城乡发展国际交流协会
- 中国企业评价协会
- 中国农村劳动力资源开发研究会

## 历任领导
主任
- 薛暮桥（1980年－1985年6月，国务院经济研究中心总干事）[10]
- 马洪（1981年－1985年6月，国务院技术经济研究中心总干事）[11]
- 薛暮桥（1981年－？，国务院价格研究中心总干事）[12]
- 刘卓甫（？－1985年6月，国务院价格研究中心总干事）[12][13]
- 马洪（1985年6月－1990年，国务院经济技术社会发展研究中心总干事）
- 马洪（1990年－1993年4月）
- 孙尚清（1993年4月－1996年4月逝世）
- 王梦奎（1998年3月－2007年6月，主任、党组副书记）[14]
- 张玉台（2007年6月－2011年4月，主任、党组副书记）[15]
- 李伟（2011年4月－2019年5月，主任、党组副书记）[16]
- 陆昊（2022年7月－，主任、党组书记）[17]

党组书记
- 马洪（1985年6月－1990年，国务院经济技术社会发展研究中心党组书记）
- 马洪（1990年－1993年4月，党组书记、主任）
- 刘中一（1993年4月－1998年3月，党组书记、副主任）[18]
- 陈清泰（1998年－2004年11月，党组书记、副主任）[19]
- 张玉台（2004年10月－2007年6月，党组书记、副主任）
- 张玉台（2007年6月－2010年7月，党组书记、主任）
- 李伟（2010年7月－2011年3月，党组书记、副主任）
- 刘鹤（2011年3月－2013年3月，党组书记、副主任）
- 王安顺（2016年10月－2018年3月，党组书记）[20]
- 马建堂（2018年3月－2022年6月，党组书记、副主任）
- 陆昊（2022年6月－，党组书记、主任）[21]

副主任、党组成员
- 马洪（1980年－1985年，国务院经济研究中心副总干事）[12][22]
- 廖季立（1980年－？，国务院经济研究中心副总干事）[12][22]
- 周太和（1980年－？，国务院经济研究中心副总干事）[12][22]
- 吴俊扬（1982年－1985年，国务院经济研究中心副总干事）[12]
- 孙尚清（1981年－1993年4月，国务院技术经济研究中心副总干事、国务院经济技术社会发展研究中心副总干事、国务院发展研究中心副主任）[12]
- 刘卓甫（1981年－？，国务院价格研究中心副总干事）[12]
- 张根生（1985年3月－？，国务院经济研究中心副总干事、国务院经济技术社会发展研究中心副总干事）
- 马宾（？－？，国务院经济研究中心副总干事、国务院经济技术社会发展研究中心副总干事）[23][24][25]
- 张磐（？－1993年，国务院技术经济研究中心副总干事、国务院经济技术社会发展研究中心副总干事、国务院发展研究中心副主任）[26][27]
- 王纪宽（？－？，国务院经济技术社会发展研究中心副总干事）[28]
- 吴明瑜（1987年3月－1993年，国务院经济技术社会发展研究中心副总干事、国务院发展研究中心副主任）[29][30]
- 李庆伟（1987年－1993年，国务院经济技术社会发展研究中心副总干事、国务院发展研究中心副主任）
- 张万欣（1988年3月－1993年7月，国务院经济技术社会发展研究中心副总干事、国务院发展研究中心副主任）[31][32]
- 王郁昭（1990年5月－1993年）[33]
- 陆百甫（1993年7月－2000年12月）[34]
- 邓鸿勋（1994年10月－1998年4月）[35]
- 鲁志强（1995年4月－2005年3月）[36]
- 孙晓郁（1996年11月－2007年12月）[37]
- 谢伏瞻（1999年10月－2006年10月）[38]
- 陈锡文（2000年12月－2003年5月）
- 李剑阁（2003年3月－2008年7月）[5]
- 陈清泰（2004年11月－2008年）
- 刘世锦（2005年3月－2015年6月）[39]
- 金人庆（2007年8月－2009年11月）[40]
- 卢中原（2007年11月－2013年4月）[41]
- 侯云春（2008年10月－2013年4月）[42]
- 韩俊（2010年11月－2014年10月）[43]
- 张军扩（2013年3月－2021年12月）[44]
- 张来明（2013年3月－2025年5月）[45]
- 隆国强（2015年－）[46]
- 王一鸣（2015年6月－2020年2月）[47]
- 马建堂（2018年3月－2022年7月）
- 王安顺（2018年3月－2022年11月24日）
- 余斌（2022年6月－）
- 陈昌盛（2023年7月－2023年12月）
- 张顺喜（2024年2月－）
- 丛亮（2024年7月－）
- 张琦（2025年5月－）

党组成员
- 谢伏瞻（1996年2月－1999年10月）
- 李克穆（1996年2月－1998年6月）[5]
- 刘世锦（2001年11月－2005年3月）
- 蒋省三（2001年11月－2010年10月）[5]
- 韩俊（2008年10月－2010年11月）
- 张军扩（2011年9月－2013年3月）
- 隆国强（2013年－2015年）
- 余斌（2015年－2022年6月）

办公厅主任
……
- 鲁志强（1992年－1995年）
- 谢伏瞻（1995年6月－1999年10月）

……
- 刘世锦（2001年11月－2005年3月）
- 蒋省三（2005年9月－2010年10月）
- 张军扩（2010年11月－2013年3月）
- 隆国强（2013年－2015年）
- 余斌（2015年－？）

……
- 冯杰（2024年－）